# 高岡荊波站
高岡荊波站（日语：／ Takaoka-Yabunami eki */?）是隸屬於愛之風富山鐵道的鐵路車站，車站編號04，座落於富山縣高岡市，是愛之風富山鐵道開業後首個增設的車站，主要為高岡市外圍的住宅區提供鐵路服務。現時只提供普通列車，並採用無人化簡易車站模式運作。
「荊波」（やぶなみ）源於萬葉集卷18的最後一首詩，原文是以「音寫訓讀」的方式來標示，再藉後人把音寫翻譯為對應的字母。然而，對比現時絕大部份的翻譯，都將翻譯為「藪波」。而在隣近的小矢部市，亦確實有「藪波」這個地方，過往加越能鐵道亦曾經在小矢部市內設有「藪波站」，其讀法亦相同。因此其對應漢字出現了不同的解釋。為此，愛之風富山鐵路的解釋是：車站附近有一座「荊波神社」，寫這首詩的作者大伴家持曾出任「越中守」一職，清楚知道中所指的，便是指「荊波神社」一帶的地方，而且神社內現時存有相關的萬葉集歌碑，所以更肯定這個說法。縱然現在大多數人都將「荊波」讀為，仍然無損「荊波之里」的說法。

## 車站結構

### 站房
採用簡易車站模式營運，不設站務員，由於採用側式月台設計，各月台均設有對應的出入口及站房：如往高岡方向的1號月台為西口、往金澤方向的2號月台為東口。各出入口皆設有1部自動售票機及對應IC卡的簡易式入閘、出閘讀卡器。而月台間亦有跨線行人天橋及升降機連接，全都位於收費區域外。兩邊站房均設有可供輪椅人士使用的候車室，位於收費區域外；而洗手間則位於東口站房地面層。兩邊站外廣場均設有多個有蓋單車停泊亭。至於巴士站，則主要集中於東口一方。
由於地勢上的差別，從西口進入的，可直接由地面進入月台範圍，但由東口進入旳 ,則需先利用樓梯或升降機上行至月台層方可進入，因此，東口的升降機設計上共設有地面、月台層及行人天橋三個停機位置，另外兩邊均設有幕門；而西口升降機則只有月台及地面、和行人天楀兩個位置，並只有一邊設有幕門。

### 月台配置
設有側式月台2座，各月台長85米，有效長度為4輛。由於現時停靠的列車最長亦只是4輛編成，相比其他於國鐵時代興建的車站月台相比，明顯較短。而在月台範圍內，亦各設有另一個候車室。
| 月台 | 路線              | 方向 | 目的地                     |
| ---- | ----------------- | ---- | -------------------------- |
| 1    | ■愛之風富山鐵道線 | 下行 | 富山、黑部、泊、糸魚川方向 |
| 2    | ■愛之風富山鐵道線 | 上行 | 金澤方向                   |

## 歷史
- 2018年3月17日：作為愛之風富山鐵道營運後第一個新車站，開業[7]。

## 利用人數
數據來自《富山縣統計年鑑》，最初富山縣做調查時，認為開站後每日能處理約1500人次，但開業首年的每日平均人次卻不足400人，遠遠不及最初估計的人數。
| 乗車人員推算 | 乗車人員推算           | 乗車人員推算                   |
| 年度         | 1日平均人數 （富山縣） | 1日平均人數 （愛之風富山鐵道） |
| ------------ | ---------------------- | ------------------------------ |
| 2017年       | 162                    | 7                              |
| 2018年       | 307                    | 307                            |
| 2019年       | 400                    | 399                            |
| 2020年       | 380                    | 378                            |

附註
1. ↑  只計算由2018年3月17日開業、至同年3月31日為止的15天數據。富山縣統計年鑑2017。 （页面存档备份，存于）
2. 1 2  2018 年度 あいの風とやま鉄道 利用状況等 （页面存档备份，存于），愛之風富山鐵道，2019年6月14日。由於鐵路公司以全年365日來除開總人數，所以比富山縣統計年鑑所列的數據為低。
3. 1 2 3  .   [2022-03-12]. （原始内容存档于2022-03-12）.
4. ↑   (PDF). あいの風とやま鉄道: 3.   [2020-06-12]. （原始内容 (PDF)存档于2020-06-12） （日语）.
5. ↑   (PDF). あいの風とやま鉄道.   [2021-06-17]. （原始内容 (PDF)存档于2021-06-17） （日语）.

## 相鄰車站
愛之風富山鐵道
■愛之風富山鐵道線
快速「愛之風liner」
通過
普通
西高岡（03）－高岡荊波（04）－高岡（05）

## 外部連結
- 愛之風富山鐵道高岡荊波站公式網頁（日語）
- 北日本新聞「My Town Takaoka」（高岡市廣報）有關「高岡荊波的介紹」：上集 （页面存档备份，存于）、中集 （页面存档备份，存于）、下集 （页面存档备份，存于）（全於第1頁下半部份）（日語）